# Escut d'armes de Madeira
L'escut d'armes de Madeira, establert pel decret regional de 1991, consta d'un camper de color blau, amb una solapa d'or carregada amb la creu de l'Orde de Crist (idèntic a la bandera de Madeira), rematat per un casc daurat, similar al que s'atribueix al rei Joan I de Portugal, per haver ha estat el monarca que va determinar l'assentament de l'arxipèlag.
Com a armes s'utilitza el casc d'or folrat en vermell; i com a timbre, una esfera armil·lar daurada, per la seva relació amb els descobriments i amb el rei Manuel I de Portugal. Tot ell recolzat per dos lleons marins, en homenatge a aquests mamífers que es van trobar els primers pobladors en arribar a l'illa, així com en l'esforç realitzat per a la seva preservació ecològica.
Sota l'escut d'armes hi ha el lema regional en portuguès amb la frase "DAS ILHAS AS MAIS BELAS E LIVRES" ("De les illes, la més bonica i lliure").